# 九四式山砲
九四式山砲（きゅうよんしきさんぽう）は、1930年代初中期に大日本帝国陸軍が開発・採用した山砲。

## 概要
従来の帝国陸軍主力山砲である四一式山砲は、他の同級野戦砲と比して威力が劣ることおよび、安定が良好でないと言う欠点があり、また、その欠点の修正が容易でないため、1920年（大正9年）に策定された「四一式山砲に比し、威力一層大にして安定良好なる様式を研究す」との研究方針により開発が開始された。
本砲は四一式山砲よりも小さく分解できるのが特徴の一つであり、より近代的な開脚式砲架を採用、特に四一式山砲に比較して最大射程近くでの射撃安定性を増し、射撃精度を向上させた。なお、1943年（昭和18年）版のイギリス軍の鹵獲調査情報によれば、九四式山砲は四一式山砲にかわり、素早い組み立てと分解ができるように設計され、11部品に分解でき、駐退、後坐、復位の装置によって特徴づけられた精密かつ威力のある兵器となっていると評されている。
1935年（昭和10年）の制式制定以降、主に師団砲兵（師団隷下の砲兵部隊）たる山砲兵連隊の主力火砲として四一式山砲を順次更新したが、当時の日本の国力の低さから完全に置き換えるまでには至らず、第二次世界大戦においては四一式山砲とともに主力山砲として使用された。太平洋戦争（大東亜戦争）では作戦地の地形や道路の状況から野砲兵連隊に配備される例も多く、各戦線に投入された。実戦部隊への配備後も部分的に適宜改修されている。
対戦車戦闘に使用される場合もあり、75 - 100 mmの装甲を貫通可能な二式穿甲榴弾（タ弾）は、昭和20年度のみで約44000発製造された。
1945年8月付けのアメリカ陸軍省の情報資料によれば、徹甲弾を使用した場合、300ヤード (約274 m) の距離で2.8インチ (約71 mm) の、1000ヤード (約914 m) で2.3インチ (約58 mm) の垂直した装甲板 (RHA) を貫通できた成形炸薬弾使用時であれば、3.5インチ (約89 mm) の垂直した装甲板を貫通可能だった。
九四式山砲は、性能の面でヨーロッパ戦線の山砲に劣る点もあったが、互換性のある設計で日本陸軍の要求を満たし、国民革命軍や人民解放軍も高い評価を与えた。 1945年の日本軍降伏後、国民革命軍は日本軍から239門の九四式山砲を接収し、自軍に配備した。人民解放軍も放棄された九四式山砲を接収するとともに、国共内戦中にも大量に接収し、朝鮮戦争中、中国人民志願軍参戦の際に主力火砲の一つとして使用した。しかし、1950年代には、長期間の使用のため、油圧オイルの漏れと格納機構の汚染が発生することがあり、ソ連製の砲により置き換えられた。
本砲は後に改造され、人民解放軍の最初の主力火砲の一つとなり、1980年代まで使用された。オリジナルとの違いは、木製ホイールがゴム素材で覆われ、電気プライマーが追加されていることである。

## 年譜

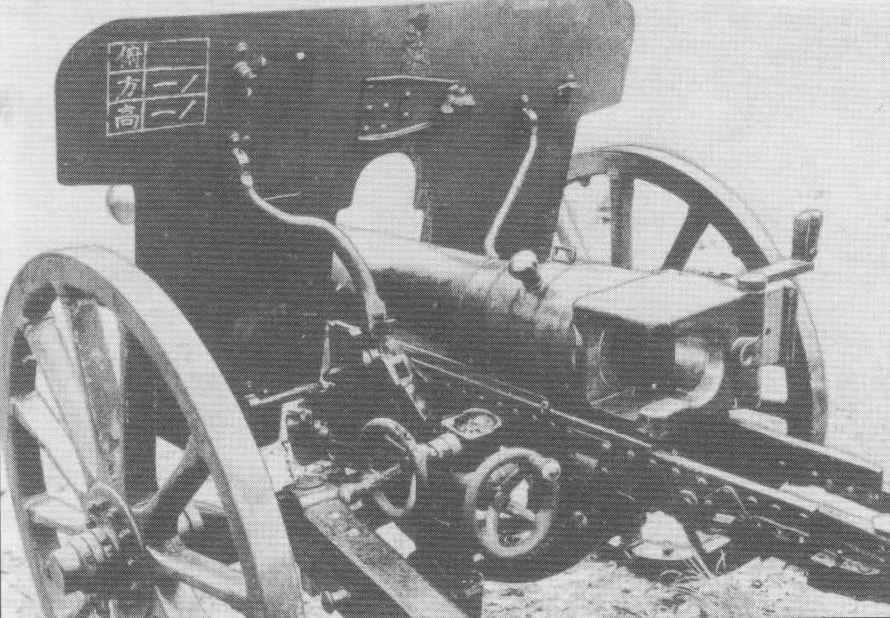
九四式山砲

- 1931年（昭和6年）度 - 試製予算要求
- 1932年（昭和7年）9月 - 第1号砲完成
- 1934年（昭和9年）9月 - 試製九四式山砲完成（4門）
- 1935年（昭和10年）3月 - 野砲校にて実用試験を受ける。
  - 同年4月 - 制式上申
  - 同年11月 - 制式制定